# PWR Racing
PWR Racing Team är ett svenskt racingstall som grundades 2012 av Peter Wallenberg och Daniel Haglöf. Teamet har officiell support av både SEAT Sverige & Audi Sverige och tävlar säsongen 2017 med fyra bilar i STCC och en bil i Porsche Carrera Cup Scandinavia

## Historik

### 2012
Teamet grundas av finansmannen Peter "Poker" Wallenberg och racingföraren Daniel Haglöf. Man tävlar med en bil i den nystartade racingserien TTA med Daniel Haglöf som förare och hyr in sig i en Ferrari 458 Challenge för att tävla i Swedish GT med Peter "Poker" Wallenberg och Daniel Haglöf bakom ratten.

### 2013
Teamet tävlar denna säsong med en bil i STCC då TTA och STCC slagits samman till en serie, Daniel Haglöf är fortsatt förare. Utöver detta startar man en helt egen satsning i Swedish GT med en Aston Martin, här tävlar Daniel Haglöf och Peter "Poker" Wallenberg fortsatt tillsammans.

### 2014
Teamet plockar in Emma Kimiläinen som förare i STCC, hon blir då den första kvinnan i STCC på femton år. Hon kör full säsong och tar sin första pallplats redan efter fem race. I säsongens två avslutande race av får hon sällskap av teamägare Daniel Haglöf i en andra bil. Daniel Haglöf & Peter "Poker" Wallenberg tävlar fortsatt i Swedish GT med en Aston Martin.

### 2015
Detta blir teamets första fulla säsong i STCC med två bilar. Förarna Daniel Haglöf & Emma Kimiläinen tar tillsammans fem pallplatser när Haglöf tar teamets första STCC-seger. Daniel Haglöf & Peter "Poker" Wallenberg byter till en Lamborghini Huracán Super Trofeo i Swedish GT och vinner hela mästerskapet med sju segrar av åtta möjliga. Teamet startar även PWR Racing - Junior Team som tävlar i Formel Renault 1.6. Förarna är Julia Holgersson (första tjejen i mästerskapets historia) och Oliver Söderström. Söderström vinner mästerskapet redan under teamets första säsong.

### 2016
Teamet växlar upp satsningen i STCC med totalt tre bilar och officiell support av SEAT Sverige. Med tillägget SEAT Dealer Team tävlar utöver Haglöf och Kimiläinen Johan Kristoffersson för teamet. Tillsammans tar de elva pallplatser varav fyra segrar och slutar tvåa i teammästerskapet. Daniel Haglöf & Peter "Poker" Wallenberg slutar tvåa i Swedish GT med teamets Lamborghini Huracán Super Trofeo.

### 2017
PWR Racing vinner STCC med Robert Dahlgren och tar därmed teamets och SEAT:s första seger i det svenska elitmästerskapet för touring car-racing. Teamet tävlade i STCC med fyra bilar, två stycken SEAT Leon TCR i huvudsatsningen SEAT Dealer Team med Daniel Haglöf och Robert Dahlgren som förare. En SEAT Leon TCR i PWR Racing - Customer Team med Peter "Poker" Wallenberg som förare. Utöver detta tävlade Mikaela Åhlin-Kottulinsky för PWR Racing - Junior Team i en Audi RS 3 LMS med officiellt stöd från Audi Sverige. För PWR Racing - Customer Team tävlade även Anssi-Jukka Kasi i Porsche Carrera Cup Scandinavia.

### 2018
Mikaela Åhlin-Kottulinsky tog sin första STCC-seger med PWR Racing och blev därmed första och enda kvinna att vinna ett race i STCC:s 23-åriga historia. PWR Racing presenterade PWR001. En helt eldriven tävlingsbil med 612 hästkrafter. Bilen körde sina första demonstrationsvarv under STCC-finalen på Mantorp Park.

### 2019
För säsongen 2019 sa fick STCC mästerskapet en ny promotor/arrangör med namnet Scandinavian Racing League (SRL). Det var ett samarbete mellan Svenska Bilsportförbundet, TCR Scandinavian Series AB, arrangörerna och de ansvariga för de olika tävlingsbanor. PWR tävlar under 2019 med tre förare i TCR, Robert Dahlgren, Mikaela Åhlin-Kottulinsky och Peter "Poker" Wallenberg. Alla tre kör Cupra TCR.

### 2020
Till säsongen 2020 och framåt drivs STCC varumärke och mästerskap av promotorn SNB-Events AB. PWR tävlar under 2020 med tre förare i TCR, Robert Dahlgren, Mikaela Åhlin-Kottulinsky och Peter "Poker" Wallenberg. Alla tre kör Cupra TCR.

### 2021
PWR tävlar under 2021 med två förare i TCR, Robert Dahlgren, Mikaela Åhlin-Kottulinsky, de kör Cupra TCR. Peter "Poker" Wallenberg och 20-årige norrmannen Magnus Gustavsen kämpar gemensamt om ädelmetall i GT4 Scandinavia en supportklass till STCC. PRO/AM-duon kommer att tävla i en ny Audi R8 LMS GT4 från Audi Sport under teamnamnet Poker Racing for Charity – J-Tech.

### 2023
Under 2023 skulle PWR ha tävlat med tre helt elektriska Cupra Born i världens första elektriska nationella touring car-mästerskap, men starten av elbilsklassen i STCC sköts upp till år 2024. Teamet sponsrades av Skellefteå Kraft.